# Biófilo Panclasta
Biófilo Panclasta, pseudonimo di Vicente Rojas Lizcano (Chinácota, 26 ottobre 1879 – Pamplona, 1º marzo 1943), è stato uno scrittore, rivoluzionario e anarchico colombiano.
Durante la sua vita viaggiò in più di una cinquanta paesi, per diffondere le idee anarchiche, prendendo parte a manifestazioni operaie e sindacali, nel corso delle quali fece amicizia con Pëtr Alekseevič Kropotkin, Maksim Gor'kij e Lenin.

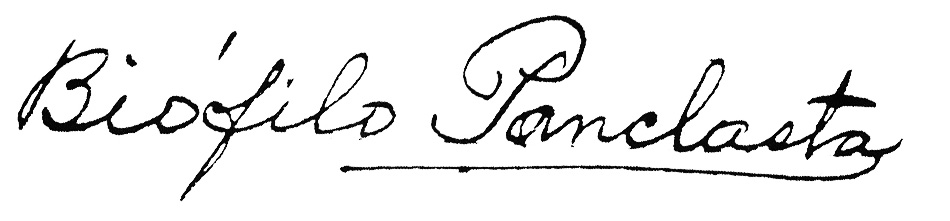
Firma di Panclasta

## Biografia
Figlio di Bernardo Rojas e Simona Lizcano, una donna della classe operaia, Biófilo iniziò i suoi studi a Pamplona. Dal 1897 al 1898 frequentò la Escuela Normal di Bucaramanga, prima di venire espulso per aver pubblicato un periodico in cui denunciava la rielezione del presidente Miguel Antonio Caro.

### Rivoluzione venezuelana
Nel 1899 abbandonò la scuola e si recò in Venezuela, dove, con Eleazar López Contreras, fondò la prima scuola pubblica nella città di Capacho Nuevo, nello Stato di Táchira. Nello stesso anno si arruolò nell'esercito guidato da Cipriano Castro, che aveva come obiettivo la caduta del presidente Ignacio Andrade. Dopo breve tempo lasciò l'esercito e vagò per il Venezuela con altri gruppi rivoluzionari che si aggiravano per Trujillo, Portuguesa, Cojedes e Carabobo. Nel gennaio 1900 arrivò nella città di Valencia, mentre nel novembre 1904 si recò nella città colombiana di Barranquilla, allora sotto il controllo di Cipriano Castro; qui offrì il suo sostegno come combattente contro i separatisti panamensi sostenuti dagli Stati Uniti.

### Anarchismo
Nel 1906 si recò a Buenos Aires, dove ebbe i primi contatti con il pensiero anarchico e socialista, partecipando a riunioni e scrivendo articoli per alcuni giornali partigiani. Nello stesso anno partì per l'Europa come delegato della Federación Obrera Regional Argentina al Congresso dei Lavoratori di Amsterdam. Nei Paesi Bassi venne invitato a esprimere un parere contrario nei confronti di un discorso di Bestraud intitolato "Anarchismo contro la vita".

### Attività rivoluzionaria in Colombia

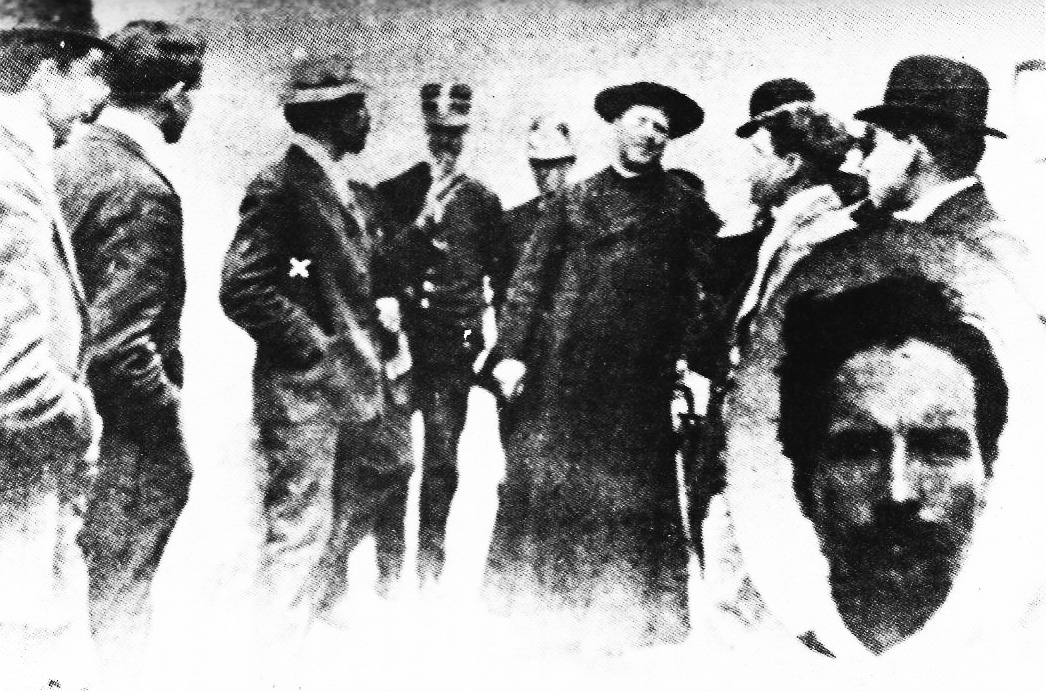
Panclasta (terzo da sinistra e a destra allargato) in carcere nel 1911

Nel 1908 fu esiliato in Spagna su richiesta del presidente colombiano Rafael Reyes. Inizialmente diretto a Bogotà, si rifugiò a Panama, dove fu arrestato e consegnato alle autorità colombiane. Da quel momento in poi Biófilo Panclasta uscirà da una prigione per entrarne in un'altra: fu imprigionato a Cartagena de Indias nel 1909, a Barranquilla nel 1910 e a Bogotà nel 1911. Alcuni giornali nazionali come il Maquetas chiesero la sua condanna a morte, poiché secondo loro rappresentava un pericolo per l'ordine pubblico.

### Ritorno in Venezuela
Nel 1914 Biófilo tornò nella città venezuelana di Valencia. Lì fu arrestato dopo aver pronunciato un discorso pubblico, alcuni giorni dopo l'inizio della prima guerra mondiale, in cui lodava lo Stato francese. Il vero motivo per cui fu imprigionato furono gli ordini impartiti dai subalterni del presidente Juan Vicente Gómez, succeduto a Cipriano Castro. Durante i sette anni in cui rimase in carcere, Biófilo fu sottoposto ai lavori forzati, a privazioni e alla fame. Nel 1921 Biófilo fu trasferito nella prigione di Castillo Libertador, dove fu trattato con più umanità. Venne liberato dopo pochi mesi.

### Attività rivoluzionaria nel mondo
Nel 1923, due anni dopo il rilascio, Biófilo fu nominato delegato dell'Associazione anarchica messicana a un congresso a Barcellona. Lì propose un progetto chiamato Operazione Europa, che aveva come obiettivo:
(Biofilo Panclasta)
L'anno successivo si recò a San Paolo per aiutare a organizzare uno sciopero dei coltivatori di caffè, ma fu nuovamente incarcerato e trasferito nella città di Caienna, dalla quale riuscì a fuggire. Su incarico della Lega dei diritti dell'uomo andò a Martinica; e dopo aver visitato segretamente cinquantadue paesi, tornò in Colombia. Lì fu imprigionato insieme al sindacalista Raúl Mahecha, nella città di San Gil. L'anno successivo, a Bogotà, fondò il Centro de Unión y Acción Revolucionaria.

### Ultimi anni
Nel 1934, Panclasta iniziò a convivere con Julia Ruiz, una nota indovina di Bogotà. Dedicò il suo tempo a scrivere per i giornali e concesse alcune interviste, e inviò lettere ad alcuni presidenti latinoamericani. La sua compagna morì nel gennaio 1939. Un anno dopo, Biófilo tentò il suicidio a Barranquilla, tagliandosi la gola con un rasoio. Nel dicembre dello stesso anno, la polizia di Bucaramanga lo bandì dalla città per alcuni problemi legati all'abuso di alcool. Morì il 1º marzo 1943, in una casa di riposo di Pamplona, a causa di un infarto.

## Pensiero
Le idee di Biófilo oscillavano tra quelle dell'anarchismo individualista e quelle dell'anarchismo sociale, come si può notare dalle lettere che scrisse dal carcere di Barranquilla nel 1910. In un primo momento, Biófilo si presentò come un individualista estremo e radicale, ispirandosi alle idee del suo filosofo preferito, Nietzsche. 
Durante la sua vita cercò di prendere le distanze da ogni forma di militanza politica, anche dalle organizzazioni anarchiche. Scrisse di una conversazione che ebbe con Kropotkin:
(Biofilo Panclasta)

## Opere
- Mis prisiones, mis destierros y mi vida, Bogotá, Águila Negra Editorial, 1929.
- Siete años enterrado vivo en una de las mazmorras de Gomezuela, Bogotá, Tipografia la Libertad, 1932.